# Place Georges-Clemenceau (Saint-Cloud)
Pour les articles homonymes, voir Place Georges-Clemenceau.
La place Georges-Clemenceau est une place centrale de Saint-Cloud, située au bord de la Seine, et qui permet d'accéder à Paris.

## Situation et accès

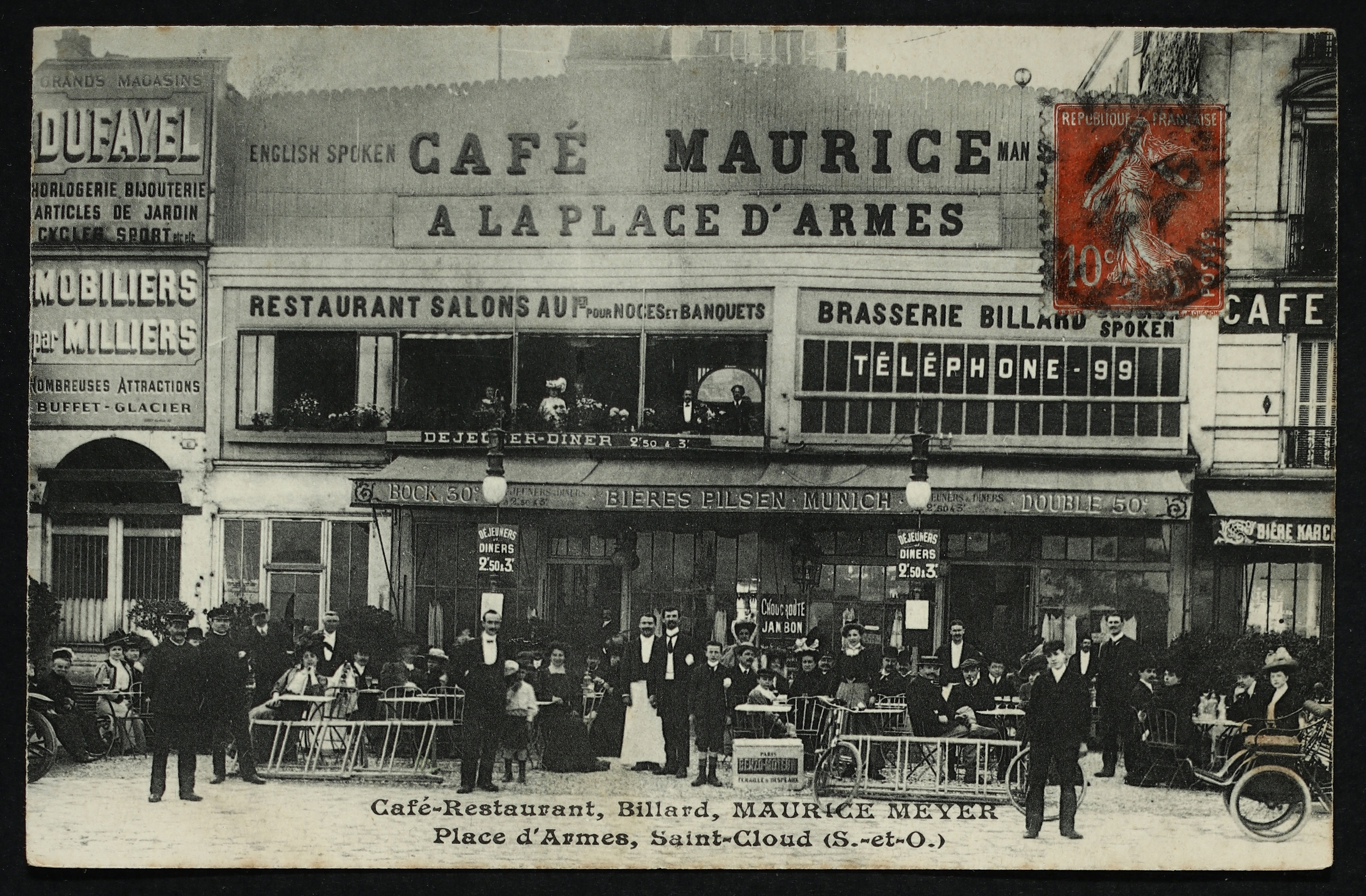
Le café-restaurant Maurice Meyer de la place d'Armes sur une ancienne carte postale.

Cette place se trouve au bord de la Seine, à la sortie du pont de Saint-Cloud, de part et d'autre du quai du Président-Carnot au nord et du quai du Maréchal-Juin au sud.
Donnant accès au centre historique de la ville, elle est le point de convergence de plusieurs voies anciennes, comme la rue Royale, la rue Dailly, l'avenue de la Grille-d'Honneur qui mène au parc de Saint-Cloud, l'avenue du Palais qui conduisait au château de Saint-Cloud incendié en 1870.

## Origine du nom
Cette place honore Georges Clemenceau, homme politique français.

## Historique

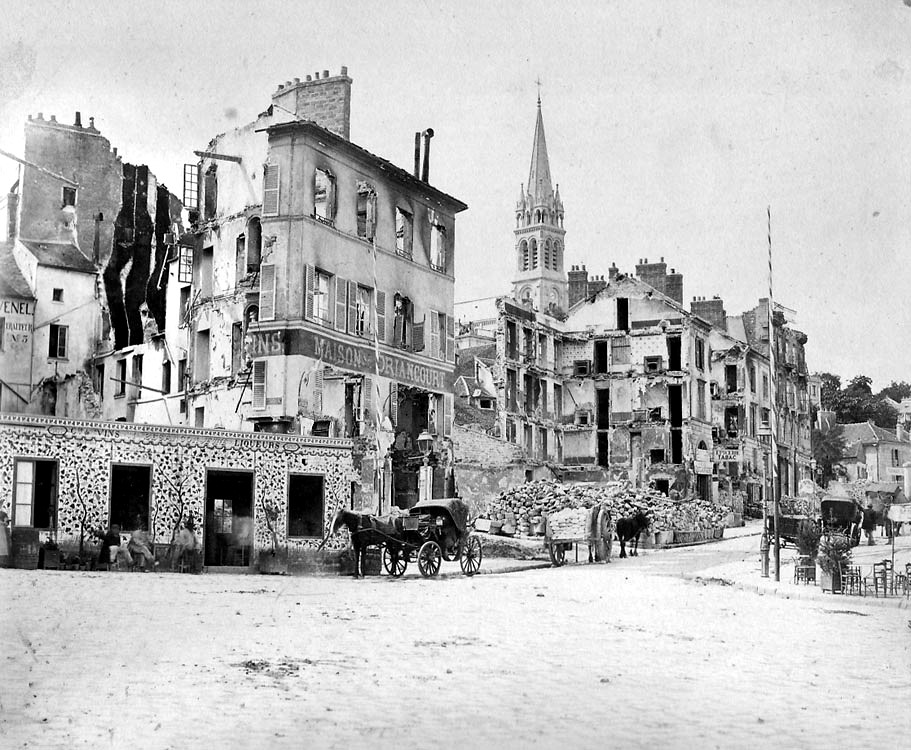
Octobre 1870 : la place d'Armes de Saint-Cloud après les bombardements français et prussien de 1870-1871.

Ce carrefour est historiquement la place d'Armes de la ville, le lieu de rassemblement accueillant les cérémonies de la vie militaire.
Le siège de Paris de 1870-1871 produisit de nombreuses destructions dans le quartier.
Sa physionomie fut complètement modifiée dans les années 1970 avec la construction du viaduc de Saint-Cloud, qui altéra définitivement la physionomie du centre-ville. 
La fin des années 2010 amènent une réflexion sur le modèle urbanistique du tout-voiture et un désir de remodeler les centres-villes au bénéfice des circulations douces. Dans cette optique, 2019 voit la naissance d'un projet de réaménagement de la place.

## Bâtiments remarquables et lieux de mémoire

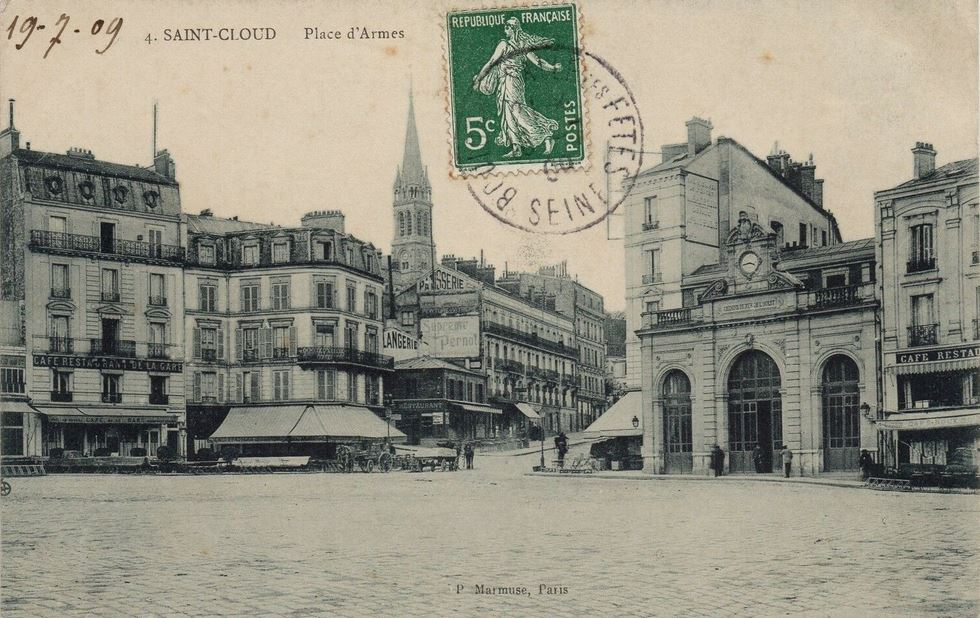
La place d'Armes en 1909.

- Viaduc de Saint-Cloud, qui porte l'autoroute A13 au-dessus de la Seine ;
- Bureaux de la Colline[5], complexe de bureaux édifié au début des années 1970[6] ;
- Caserne Sully, futur musée du Grand Siècle[7].